# Isaac de Bankolé
Isaach eller Isaac de Bankolé, född 12 augusti 1957 i Abidjan, är en ivoriansk skådespelare.

## Filmografi (i urval)
- 1987 – Les Keufs
- 1988 – Chocolat
- 1989 – Vanille fraise
- 1990 – S'en fout la mort
- 1991 – Night on Earth
- 1999 – Ghost Dog – Samurajens väg
- 2000 – Bàttu
- 2005 – Skeleton Key
- 2006 – Miami Vice
- 2006 – Casino Royale
- 2024 – Brutalisten